# Temporada de Rock Brasiliense
Temporada de Rock Brasiliense foi um festival de rock que ocorreu em Brasília-DF, mais precisamente no Auditório da Associação Brasileira de Odontologia (ABO), no ano de 1983. O festival, produzido pela Candango Promoções Artísticas, e que contou com ampla divulgação da imprensa, é conhecido como um marco para o rock brasiliense que iria sacudir o país dois anos depois. Foi neste festival, por exemplo, que Dado Villa Lobos estreou na Legião Urbana.
A importância desse festival pode ser entendida nas palavras de Carlos Marcelo, no livro "Renato Russo: O Filho da Revolução" (2012, pg. 257), segundo o qual "a repercussão da Temporada de Rock Brasiliense, a reportagem de Hermano Vianna e a construção dos Paralamas pela EMI-Odeon avivam o interesse pelo rock produzido na capital".

## Shows
- Banda 69[11] - Dias 09/04, 15/04 e 16/04
- Plebe Rude - Dias 22/04, 23/04 e 01/05
- XXX - Dias 22/04, 24/04 e 30/04
- Legião Urbana - Dias 23/04, 24/04 e 29/04
- Capital Inicial - Dias 29/04, 30/04 e 01/05